# シャルル・ルーポ
シャルル・ルーポ（Charles Loupot; 1892年7月20日-1962年10月18日）は、アール・デコを代表するフランスのグラフィックデザイナー。「シャルル・ルポー」と表記されることもある。

## 来歴

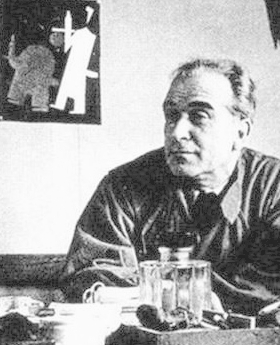
シャルル・ルーポ

ルーポは、ポスターを得意とした。キュビスム、未来派、構成主義の要素を取り入れた、幾何学的な意匠が特徴である。1925年の億歳展覧会には1600満員の観客が訪れ、当時スタイル・モデルヌとして知られていた、アールデコ・スタイルの確立の契機となった

## 代表作

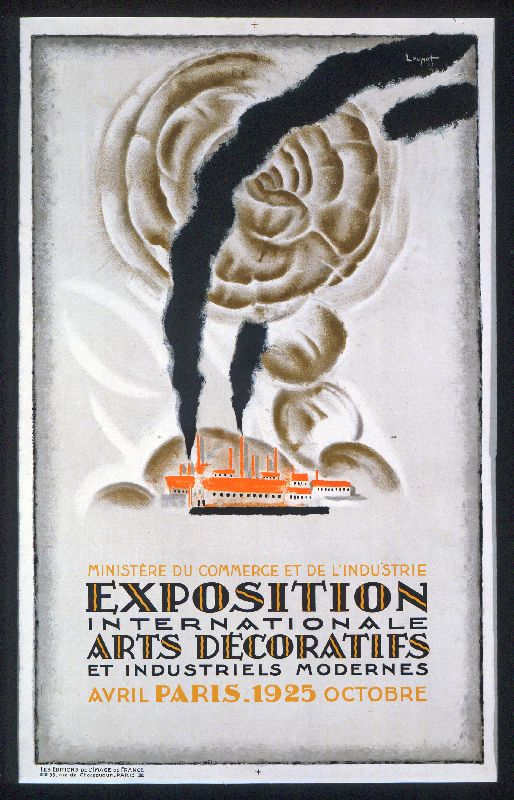
Expo 1925ポスター

- ポスター「現代装飾美術・工業美術国際博覧会（Exposition Internationale Ats Décoratifs et Industriels Modernes）」（1925年）

「アール・デコ」の呼び名の元となった博覧会
- ポスター「Peugeot」（1926年）

走っている車の先端部分（とエンブレム）のみをとらえたスピード感を表現したポスター